# Gianluca Jodice
Gianluca Jodice (Napoli, 4 dicembre 1973) è un regista italiano.

## Biografia
Laureatosi in filosofia all'Università degli Studi di Napoli Federico II,  esordisce nel 1995, dirigendo il cortometraggio L'infinito, cui seguono Carne di topo nel 1997, La signorina Holibet nel 2001 e Ritratto di bambino nel 2002. Tra le sue realizzazioni si annoverano anche Napoli 24, documentario del 2010 per il quale è montatore, nonché regista del segmento Omicidio, a cui è seguito nel 2015 Cercando la grande bellezza, dietro le quinte del film La grande bellezza di Paolo Sorrentino.
Gianluca Jodice è anche regista della seconda unità della serie televisiva 1992. Ha scritto e diretto i lungometraggi Il cattivo poeta nel 2020 e Le Déluge - Gli ultimi giorni di Maria Antonietta, coproduzione italo-francese, nel 2024.
Finora ha ottenuto tre riconoscimenti: il Premio della critica cinematografica e televisiva Castelli dell'Alta Marca Anconetana nel 1999 per Carne di topo ed il premio come miglior film, nonché il Sacher d'argento della giuria popolare al Sacher Festival del 2001 per La signorina Holibet, nel cui ambito Giovanna Giuliani ha vinto il premio come miglior attrice.

## Filmografia

### Regista
- L'infinito - cortometraggio (1995)
- Carne di topo - cortometraggio (1997)
- La signorina Holibet - cortometraggio (2001)
- Ritratto di bambino - cortometraggio (2002)
- Il cattivo poeta (2020)
- Le Déluge - Gli ultimi giorni di Maria Antonietta (Le Déluge) (2024)

#### Documentari
- Omicidio, episodio del film Napoli 24 (2010)
- Cercando la grande bellezza (2015)

### Sceneggiatore
- Il cattivo poeta, regia di Gianluca Jodice (2020)
- Le Déluge - Gli ultimi giorni di Maria Antonietta, regia di Gianluca Jodice (2024)

### Montatore
- Napoli 24, di registi vari - documentario (2010)